# Oenothera longiflora subsp. longiflora
Oenothera longiflora subsp. longiflora é uma subespécie de planta com flor pertencente à família Onagraceae. 
A autoridade científica da subespécie é L., tendo sido publicada em Mant. Pl. 227 (1771).

## Portugal
Trata-se de uma subespécie presente no território português, nomeadamente em Portugal Continental, no Arquipélago dos Açores e no Arquipélago da Madeira.
Em termos de naturalidade é introduzida nas três regiões atrás indicadas.

## Protecção
Não se encontra protegida por legislação portuguesa ou da Comunidade Europeia.